# Cynthia Ettinger
Cynthia Ettinger é uma atriz estadunidense. De 1990 a 1993 ela foi casada com o cantor e artista americano de televisão Wally Kurth. Ettinger foi originalmente escalada para o papel de Martha Kent na série Smallville, mas durante as filmagens de teste de todos do elenco, percebeu-se que ela não era certa para o papel. Ela voltou-se para trabalhos de teatro e quando a oportunidade surgiu para Carnivàle, ela escolheu a essa peça porque Carnivàle lhe lembrava sua experiência do teatro-like. Ela está atualmente estrelando a peça Rantoul and Die.
Ela é um formada na Desert High School na Edwards Air Force Base, California na estado da Califórnia.

## Trabalhos
- The Silence of the Lambs (1991) interpretous Officer Jacobs
- ER (1994) interpretou Mrs Powell
- Fail Safe (2000) interpretou Mrs Black
- Providence (2000) interpretou Sylvia Rohan
- Frailty (2002) interpretou Cynthia Harbridge
- Gilmore Girls (2002 – 2003) interpretou  Maureen Rollins
- Law & Order: Special Victims Unit (2002 – 2003) interpretou  Evelyn Prichard  e Angie Landricks
- Carnivàle (2003 – 2005) interpretou  Rita Sue Dreifuss (Protagonista)
- Curb Your Enthusiasm (2004) interpretou Fellatio Teacher
- House MD  (2005) (Episódio: "Heavy") interpretou Mrs. Simms
- thirteen (2003) interpretou Cynthia
- Deadwood (2006) interpretou Claudia
- Cold Case (2007) interpretou Emily Jacobi

### Ligações Externas
- Cynthia Ettinger. no IMDb.